# Congreso de Barcelona
Congreso de Barcelona es una expresión con la que puede referirse a cualquiera de los congresos que se han celebrado en la ciudad de Barcelona.
Entre los más importantes de ellos, están los Congresos Obreros de Barcelona:
- Congreso Obrero de Barcelona de 1865
- Congreso Obrero de Barcelona de 1868
- Congreso Obrero de Barcelona de 1870, en el que se fundó la Federación Regional Española de la Asociación Internacional de Trabajadores (FRE-AIT).

Aunque el de 1870 también es denominado historiográficamente Primer Congreso de Barcelona, asimismo se denomina de esa manera al congreso que funda la Unión General de Trabajadores, el sindicato marxista (1888), y al primero de los dos congresos fundacionales del anarquismo español: respectivamente, el de Confederación Regional de Sociedades de Resistencia - Solidaridad Obrera (1908), y el de la Confederación Nacional del Trabajo (30, 31 de octubre y 1 de noviembre de 1910). También este último comparte la denominación Segundo Congreso de Barcelona con otros congresos.
En el mundo del fútbol fue destacado el Congreso de Barcelona de la FIFA (18 de mayo de 1929), convocado para decidir la sede de la primera Copa Mundial de Fútbol.
De gran importancia para el franquismo inicial fue el XXXV Congreso Eucarístico Internacional que tuvo lugar en Barcelona en 1952. Para el Régimen de Franco representó la confirmación del apoyo de la Iglesia Católica al régimen (nacionalcatolicismo) y, al mismo tiempo, el inicio del fin del largo aislamiento exterior de la posguerra española.

## Otros congresos de Barcelona
- Congreso de la Red Renta Básica, septiembre de 2004